# Jasper County (Mississippi)
Das Jasper County ist ein County im US-Bundesstaat Mississippi. Die Verwaltungssitze (County Seat) sind Bay Springs und Paulding. Damit gehört das Jasper County zu den zehn Countys in Mississippi, die zwei County-Verwaltungen haben. Das U.S. Census Bureau hat bei der Volkszählung 2020 eine Einwohnerzahl von 16.367 ermittelt.

## Geographie
Das County liegt im mittleren Südosten von Mississippi, ist im Osten etwa 60 km von Alabama entfernt und hat eine Fläche von 1755 Quadratkilometern, wovon vier Quadratkilometer Wasserfläche sind. Es grenzt an folgende Countys:
|              | Newton County |               |
| Smith County |               | Clarke County |
|              | Jones County  | Wayne County  |

## Geschichte
Das Jasper County wurde am 23. Dezember 1833 aus dem Mobile District gebildet. Benannt wurde es nach William Jasper, einem Soldaten und Helden im Amerikanischen Unabhängigkeitskrieg.
Fünf Bauwerke und Stätten des Countys sind im National Register of Historic Places eingetragen (Stand 1. Februar 2018).

## Demografische Daten

Alterspyramide des Jasper Countys (Stand: 2000)

Nach der Volkszählung im Jahr 2000 lebten im Jasper County 18.149 Menschen in 6708 Haushalten und 4957 Familien. Die Bevölkerungsdichte betrug 10 Personen pro Quadratkilometer. Ethnisch betrachtet setzte sich die Bevölkerung zusammen aus 46,47 Prozent Weißen, 52,88 Prozent Afroamerikanern, 0,07 Prozent amerikanischen Ureinwohnern, 0,07 Prozent Asiaten, 0,03 Prozent Bewohnern aus dem pazifischen Inselraum und 0,08 Prozent aus anderen ethnischen Gruppen; 0,41 Prozent stammten von zwei oder mehr Ethnien ab. 0,64 Prozent der Bevölkerung waren spanischer oder lateinamerikanischer Abstammung, die verschiedenen der genannten Gruppen angehörten.
Von den 6708 Haushalten hatten 35,0 Prozent Kinder unter 18 Jahren, die mit ihnen lebten. 50,9 Prozent waren verheiratete, zusammenlebende Paare, 18,2 Prozent waren allein erziehende Mütter und 26,1 Prozent waren keine Familien. 24,2 Prozent aller Haushalte waren Singlehaushalte und in 11,3 Prozent lebten Menschen im Alter von 65 Jahren oder darüber. Die durchschnittliche Haushaltsgröße lag bei 2,68 und die durchschnittliche Familiengröße bei 3,19 Personen.
27,9 Prozent der Bevölkerung war unter 18 Jahre alt, 9,6 Prozent zwischen 18 und 24, 26,7 Prozent zwischen 25 und 44, 21,9 Prozent zwischen 45 und 64 Jahre alt und 13,9 Prozent waren 65 Jahre oder älter. Das Durchschnittsalter betrug 35 Jahre. Auf 100 weibliche kamen statistisch 91,0 männliche Personen und auf 100 Frauen im Alter von 18 Jahren oder darüber kamen 87,3 Männer.

Das durchschnittliche Einkommen eines Haushaltes betrug 24.441 USD, das einer Familie 29.951 USD. Männer hatten ein durchschnittliches Einkommen von 27.183 USD, Frauen 17.260 USD. Das Prokopfeinkommen lag bei 12.889 USD. Etwa 19,3 Prozent der Familien und 22,7 Prozent der Bevölkerung lebten unterhalb der Armutsgrenze.

## Ortschaften und Siedlungen
| - Baxter - Bay Springs - Garlandville - Heidelberg | - Louin - Moss - Montrose - Paulding | - Rose Hill - Stringer - Vossburg |